# Tourba d'Ali Pacha
La tourba d'Ali Pacha est un mausolée situé à Tunis, en Tunisie. 
Cet édifice se distingue par son intérieur orné de marbres colorés, de carreaux de faïence décorés et de plâtres sculptés.

## Historique
La tourba d'Ali Pacha est construite à grands frais par Ali Pacha lui-même. Jusqu'à sa désaffectation, le mausolée compte douze tombes appartenant à des membres de la famille du fondateur, dont son frère Mourad, ses fils Slimane et Mohamed et ses petits-fils Mustapha et Ismaïl. Toutefois, les stèles de ces tombes ont été perdues.

## Architecture
Elle se compose d'une salle funéraire située dans un complexe architectural comprenant également une médersa et une fontaine (sabîl). Le mausolée est entouré de trois cours et donne sur le souk El Koutbiya.
La salle, qui a un plan carré de 7,60 mètres de côté, est surmontée d'une grande coupole hémisphérique légèrement bulbeuse. La coupole repose sur un tambour octogonal percé, permettant à la lumière de pénétrer dans l'espace intérieur. Les arcs qui supportent la calotte reposent sur douze colonnes en marbre effilées couronnées de chapiteaux à volutes.
Les murs de la salle sont revêtus d'une marqueterie de marbre polychrome, réalisée selon une technique italienne appelée intersio, qui consiste à découper des éléments de placage et à les insérer dans des cavités creusées dans le panneau massif. Les dalles échancrées en marbre blanc encadrent les panneaux polychromes, qui sont décorés de motifs floraux empruntés à la Renaissance. Les pierres colorées utilisées dans la marqueterie, telles que le blanc, le gris terne, le rouge brique et le jaune paille, sont soigneusement ajustées pour reproduire des thèmes décoratifs.
Au-dessus de la marqueterie de marbre, une frise épigraphique en cursive orientale porte un texte religieux. Les parties hautes des murs, les pendentifs et la calotte de la coupole sont entièrement recouverts de plâtres sculptés, ajoutant une dimension artistique supplémentaire à l'intérieur de la salle funéraire.

## Importance culturelle
La tourba est un témoignage de l'architecture funéraire de son époque : l'intérieur et ses éléments décoratifs en font un monument d'une grande valeur artistique et historique selon Ahmed Saadaoui. La marqueterie de marbre polychrome, la frise épigraphique et les plâtres sculptés témoignent du savoir-faire artisanal et de l'influence de styles artistiques variés.
Ce mausolée est également un symbole de la richesse et du pouvoir d'Ali Pacha, qui a investi des ressources considérables dans sa construction. Il témoigne de son statut social élevé et de son désir de créer un monument funéraire grandiose pour lui-même et sa famille.
De nos jours, bien que la tourba soit désaffectée, elle reste un site d'intérêt culturel et touristique à Tunis. Les visiteurs peuvent admirer son intérieur, notamment les détails minutieux de la marqueterie de marbre, des plâtres sculptés et des éléments architecturaux.